# St Leonards Tower
St Leonards Tower är ett slott i Storbritannien.   Det ligger i grevskapet Kent och riksdelen England, i den sydöstra delen av landet, 40 km sydost om huvudstaden London. St Leonards Tower ligger 52 meter över havet.
Terrängen runt St Leonards Tower är platt åt sydväst, men åt nordost är den kuperad. Runt St Leonards Tower är det tätbefolkat, med 356 invånare per kvadratkilometer. Närmaste större samhälle är Gillingham, 15,1 km nordost om St Leonards Tower. Trakten runt St Leonards Tower består till största delen av jordbruksmark.